# ایسنلو
ایسنلو (به ایتالیایی: Isnello) یک کومونه در ایتالیا است که در استان پالرمو واقع شده‌است.

## خصوصیات
ایسنلو ۵۰٫۲ کیلومترمربع مساحت و ۱٬۹۲۲ نفر جمعیت دارد و ۵۳۰ متر بالاتر از سطح دریا واقع شده‌است.